# École nationale supérieure de création industrielle
Die École nationale supérieure de création industrielle (ENSCI Les ateliers) ist eine französische Designschule im 11. Arrondissement von Paris. Als öffentliche Handels- und Industrieeinrichtung, die sowohl dem Kulturministerium als auch dem Industrieministerium untersteht, ist es das erste und einzige französische nationale Institut, das sich ausschließlich fortgeschrittenen Designstudien widmet. Es ist Mitglied des Clusters Hautes Études-Sorbonne-Arts et Métiers und der Conférence des grandes écoles.

Die Schule wurde 1982 unter der Schirmherrschaft von Jean Prouvé und Charlotte Perriand gegründet.
Es wurde vom Red Dot Award 2011: Design Concept Ranking als beste Designschule in der Region Amerika & Europa eingestuft.

## Absolventen
- Laurent Hô (* 1968), französischer Hardcore-Techno-Musiker und DJ
- Jean-Marie Massaud (* 1966), französischer Designer
- Inga Sempé (* 1968), französische Produktdesignerin